# Combat command

Un combat command (CCA ou CCB ou CCC) était une organisation militaire interarmes de la taille d'une brigade ou d'un régiment, employée par les forces blindées de l'armée de terre des États-Unis à partir de 1942 jusqu'en 1963.
La structure des combat commands était organisée autour de tâches, de sorte que les forces affectées à un combat command varient souvent d'une mission à une autre.
L'équivalent pour l'infanterie est le Regimental combat team (en) (RCT).

## Présentation
Son concept a été développé dans les années 1930 par le général Adna Romanza Chaffee. Son équivalent dans l'armée de terre française du début du XXIe siècle est le groupement tactique interarmes.

### Sources
- (en) Cet article est partiellement ou en totalité issu de l’article de Wikipédia en anglais intitulé « Combat command » (voir la liste des auteurs).